# 경계층
유체역학에서 경계층(boundary layer)이란 물체의 표면에 매우 근접한 부분에 존재하는 유체의 층을 말한다. 경계층은 점성력(viscouse force)에 의한 현상으로서, 경계층 내에서는 유동이 점성의 영향을 크게 받는다.

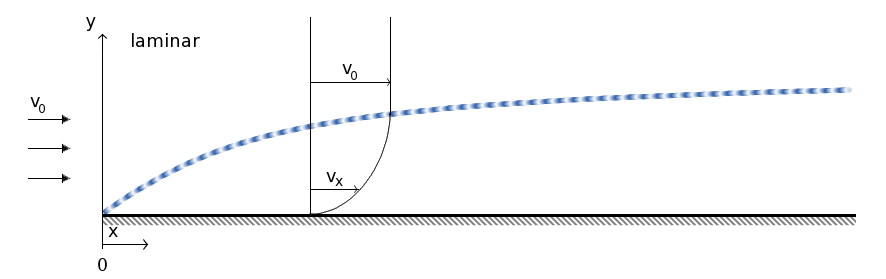
평판 주위의 유동에서 층류 경계층에 대한 그림

예를 들어 정지한 물체 주위의 직선 유동을 생각해 보면, 물체 근처로 갈수록 유체는 점성에 의해서 속도가 감소하게 된다(물체 표면에서는 유체의 속도가 0이 된다). 이러한 속도 감소는 물체로부터 멀어짐에 따라 작아져서 어느 이상의 거리가 되면 유체의 속도가 자유류(free stream)의 속도와 같게 된다. 즉, 이 거리를 기준으로 하여, 점성의 영향이 강한 층과 점성의 영향을 무시할 수 있는 층으로 나눌 수 있다.
이와 같이 점성이 얼마나 큰 영향을 미치는지를 기준으로 점성 유동을 두 개의 층으로 나누는 것을 경계층 근사라고 하며, 이때 점성의 영향을 강하게 받는 쪽의 층을 경계층이라고 한다.
마찰 항력은 경계층을 생성하는 힘의 반작용으로 생각할 수도 있다. 경계층 근사에서는 항력의 대부분은 경계층 내에서 발생한다고 가정한다. 또한 물체와 유체 사이의 열전달도 대부분 경계층 내에서만 발생한다고 가정한다.

## 경계층 두께
위와 같은 물체 주위의 직선 유동의 예에서, 경계층 두께는 유동의 속도가
{\displaystyle u=0.99u_{0}}
가 되는 물체의 표면으로부터의 거리로 정의할 수 있다. 이러한 정의는 층류 및 난류 모두에 대해 유효하다.
위의 그림에서 점선은 경계층 두께를 나타내며, 그림에서 나타난 것과 같이 평판의 시작 부분에서부터 하류로 갈수록 경계층 두께가 점점 두꺼워진다. 유동 조건에 따라 더 하류로 가면 난류 경계층으로 바뀔 수도 있으며, 이러한 현상을 경계층 천이(boundary layer transition)라고 한다.
유체역학에서는 보다 의미 있는 정의로서 displacement thickness 및 momentum thichkess라는 두 가지 정의를 사용한다.

## 같이 보기
- 대기경계층
- 섭동 이론
- 층밀림 변형력